# Samick
Samick Musical Instruments Co., Ltd. (también conocida como Samick), fundada en 1958, es una compañía surcoreana fabricante de instrumentos musicales. Samick es propietaria de varias empresas fabricantes de pianos (por ejemplo Wm. Knabe & Co., Pramberger, Kohler & Campbell y Seiler), guitarras (por ejemplo Greg Bennett Guitars y Silvertone) y otros instrumentos.